# Tjeldøya
68°29′58.9″N 16°19′36.2″Ø / 68.499694°N 16.326722°Ø
Tjeldøya er en ø i Tjeldsund kommune i Nordland fylke i Norge, og ligger mellem Hinnøya og fastlandet. Mod vest og nord ligger, adskilt med Tjeldsundet,   Hinnøya,  mod øst ligger  fastlandet på den anden side af  det smalle og grunde Ramsundet og mod syd ligger den brede Ofotfjorden. Øen har et areal på 187 km². Højeste punkt på Tjeldøya er Trollfjellet på 1.010 moh.
Tjeldøya er knyttet til fastlandet med den 240 meter lange Ramsundbrua.
Rådhuset i Tjeldsund ligger på Hol på Tjeldøya.